# Aristotelismo

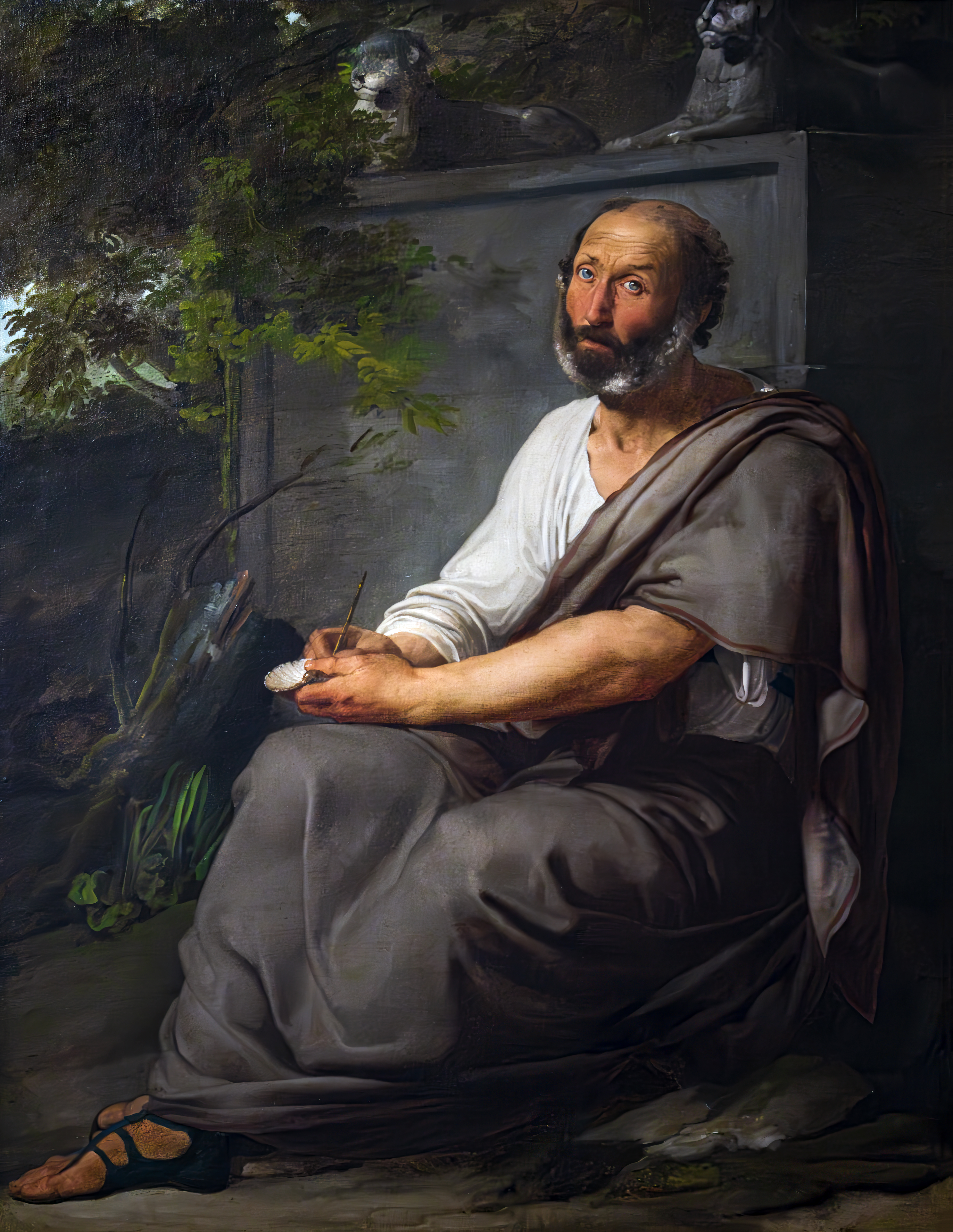
Aristóteles, de Francesco Hayez

Aristotelismo é a influência exercida pela filosofia de Aristóteles ao longo da história do pensamento ocidental. Geralmente caracterizada por lógica dedutiva e método analítico indutivo no estudo da natureza e leis naturais. Ele busca explicações através das Quatro causas, incluindo propósito ou Teleologia, e enfatiza virtudes éticas. Aristóteles e sua escola escreveram tratados sobre física, biologia, metafísica, lógica, ética, estética, poesia, teatro, música, retórica, psicologia, linguística, economia, política e governo. Toda escola de pensamento que use alguma das distintas posições de Aristóteles como ponto de partida pode ser considerada "Aristotélica" no sentido mais amplo. Isso significa que diferentes teorias Aristotélicas (por exemplo ética ou ontologia) podem não ter muito em comum exceto a referência a Aristóteles.
Na época de Aristóteles, filosofia incluía filosofia natural, que precedeu o advento da ciência moderna durante a Revolução Científica. Os trabalhos de Aristóteles eram inicialmente defendidos por membros da Escola peripatética, e mais tarde pelos Neoplatonistas, que fizeram muitos comentários sobre os escritos de Aristóteles. Durante a Era de Ouro Islâmica, Avicena e Averróis traduziram os trabalhos de Aristóteles para o árabe e com eles, junto de filósofos como Alquindi e Alfarábi, o Aristotelismo se tornou uma grande parte da Filosofia islâmica clássica.
Maimônides adotou o Aristotelismo dos pensadores islâmicos clássicos e baseou seu Guia para os Perplexos nele, e isso se tornou a base para a escolástica de filosofia judaica. Apesar de alguns dos trabalhos lógicos de Aristóteles serem conhecidos na Europa Ocidental, foi apenas com as traduções latinas do século 12 e o surgimento da Escolástica que os trabalhos de Aristóteles e seus comentaristas árabes se tornaram amplamente disponíveis. Estudantes como Alberto Magno e Tomás de Aquino interpretaram e sistematizaram os trabalhos de Aristóteles em acordo com a Doutrina da Igreja Católica.
Após ser retratado sob críticas de filósofos naturalistas modernos, a ideia Aristotélica distinta de teologia foi transmitida através de Wolff e Kant para Hegel, que a aplicou a história como um todo. Porém, esse projeto foi criticado por Friderich Adolf Trendelenburg e Franz Brentano como não Aristotélico, e hoje a influência de Hegel é tida como responsável por uma importante influência Aristotélica sobre Marx.
Filósofos aristotélicos éticos e "práticos" recentes, como Gadamer e John Henry McDowell, são com frequência baseados em uma rejeição da metafísica e filosofia teórica tradicionais do Aristotelismo. Deste ponto de vista, a tradição moderna clássica do republicanismo político, que vê a esfera pública ou estado como constituído pela atividade virtuosa de seus cidadãos, pode aparecer através do Aristotelismo.
Alasdair MacIntyre é um filósofo aristotélico que ajudou a reviver as virtudes éticas no seu livro After Virtue. MacIntyre revisiona o Aristotelismo com o argumento que os bens temporais, que são internos a seres humanos, são atualizados através de participação em práticas sociais.

## História

### Grécia Antiga
Os seguidores originais de Aristóteles eram os membros da escola peripatética. Os membros mais proeminentes da escola depois de Aristóteles eram Teofrasto e Estratão de Lâmpsaco, que  ambos nunca  continuaram as pesquisas de Aristóteles e inventaram seu próprio trabalho. Durante o período romano a escola concentrou-se em preservar e defender seu trabalho.

### Mundo islâmico
Durante o Califado Abássida, muitas obras estrangeiras foram traduzidas para o árabe, as grandes bibliotecas foram construídas e estudiosos eram bem-vindos.
Sob o califado de Harune Arraxide e seu filho Almamune, a Casa da Sabedoria em Bagdá floresceu. O estudioso cristão Hunaine ibne Ixaque (809–873) foi encarregado das traduções pelo califa. Durante sua vida Ixaque traduziu 116 obras, incluindo obras de Platão e Aristóteles, para siríaco e árabe. Alquindi (801–873) foi o primeiro dos filósofos muçulmanos na escola peripatética  e é conhecido por seus esforços de introduzir o grego e a filosofia helenística para a mundo árabe. ele incorporou os pensamentos aristotélico e neoplatônico em uma estrutura filosófica islâmica, este foi um fator importante na introdução e popularização da filosofia grega no mundo intelectual muçulmano. O filósofo Al-Farabi (872-950) que teve grande influência sobre a ciência e a filosofia durante diversos séculos, foi amplamente considerado o segundo maior apenas após Aristóteles em conhecimento (a que alude ao título de "O Segundo Professor") em seu tempo. Sua obra, que visa a síntese da filosofia e do sufismo, abriu caminho para o trabalho de Avicena (980–1037). Avicena foi um dos principais intérpretes de Aristóteles. A escola de pensamento que fundou tornou-se conhecida como avicenismo e foi construída sobre os ingredientes e conceitos que são em grande parte aristotélicos e neoplatônicos.
No extremo oeste do Mediterrâneo, durante o reinado de Aláqueme II (961-976) em Córdova, um enorme esforço de tradução foi realizado, e muitos livros foram traduzidos para o árabe. Averroes (1126–1198), que passou boa parte de sua vida em Córdoba e Sevilha, foi especialmente distinguido como um comentador de Aristóteles. Ele escreveu muitas vezes dois ou três comentários diferentes sobre o mesmo trabalho e cerca de 38 comentários de Averróis sobre as obras de Aristóteles já foram identificados. Embora seus escritos tiveram apenas um impacto marginal nos países islâmicos, as suas obras acabaria por ter um enorme impacto no Ocidente de idioma latino, e levaria à escola de pensamento conhecida como averroísmo.
Portanto, o racionalismo grego de fundo aristotélico é algo profundamente presente em textos árabes, latinos e siríacos. Esse fato se opõe à divisão do mundo do conhecimento entre regiões como Ocidente e Oriente. Sua propagação é uma prova de que a chegada e a difusão do saber grego dentro do Império Abássida em áreas como filosofia, medicina, astronomia, agricultura, geografia, comércio, linguagem e matemática é um capítulo importante de um longo processo global de intercâmbios.

### Europa
Apesar de algum conhecimento de Aristóteles parece ter permanecido nos centros eclesiásticos da Europa Ocidental após a queda do Império Romano, por volta do século IX quase tudo o que era conhecido de Aristóteles consistia de comentários de Boécio sobre o Organon e alguns resumos feitos por autores latinos do império em declínio, Isidoro de Sevilha e Marciano Capella. A partir desse período até o final do século XI, pouco progresso é evidente sobre o conhecimento aristotélico.
O renascimento do século XII viu uma grande busca por estudiosos europeus para um novo aprendizado. James de Veneza, que provavelmente passou alguns anos em Constantinopla, traduziu o trabalho de Aristóteles Analíticos Posteriores do grego para o latim em meados do século XII, o Organon, disponível em latim pela primeira vez. Estudiosos viajaram para áreas da Europa que estavam sob domínio muçulmano e ainda tinha  substanciais populações de língua árabe. Do centro da Espanha, que estava sob domínio cristão no século XI, os estudiosos produziram muitas dos traduções latinas do século XII. O mais produtivo desses tradutores foi Gerardo de Cremona, (c. 1114–1187), que traduziu 87 livros, que incluiu muitas das obras de Aristóteles como Analíticos Posteriores, Física, Sobre o Céu, Da Geração e da Corrupção, e Meteorologia.
As obras de Aristóteles começaram a ser discutida abertamente em um momento em que o método de Aristóteles permeava toda a teologia, estes tratados foram suficientes para causar a proibição de heterodoxia nas Condenações de 1210–1277. Na primeira delas, em Paris, em 1210, foi declarado que "nem os livros de Aristóteles sobre filosofia natural ou seus comentários deem ser lidos em Paris, em público ou em segredo, e isso nós proibimos sob pena de excomunhão.". No entanto, apesar das novas tentativas de restringir o ensino de Aristóteles em 1270, a proibição da filosofia natural de Aristóteles foi ineficaz.
William de Moerbeke (c. 1215–1286) empreendeu uma tradução completa das obras de Aristóteles, ou, para algumas partes, uma revisão das traduções existentes. Ele foi o primeiro tradutor de Política (c. 1260) do grego para o latim. Muitas cópias de Aristóteles em latim em circulação foram encaradas como tendo sido influenciadas por Averróis, que era suspeito de ser uma fonte de erros filosóficos e teológicos encontrados nas traduções anteriores de Aristóteles. Tais alegações não tinham mérito, no entanto, já que o aristotelismo "alexandrino" de Averróis seguiu o "restrito estudo dos textos de Aristóteles, que foi introduzido por Avicena [porque] uma grande quantidade de neoplatonismo tradicional estava incorporado no corpo do aristotelismo tradicional.".
Albertus Magnus (c. 1200–1280) foi um dos primeiros entre os estudiosos medievais a aplicar a filosofia de Aristóteles ao pensamento cristão. Ele produziu paráfrases da maioria das obras de Aristóteles que estavam disponíveis para ele. Ele leu, interpretou e sistematizou todas as obras de Aristóteles, recolhidas a partir das traduções latinas e as notas dos comentaristas árabes, em conformidade com a doutrina da Igreja. Seus esforços resultaram na formação de uma recepção cristã de Aristóteles na Europa Ocidental. Tomás Aquino (1225–1274), o pupilo de Albertus Magnus, escreveu uma dúzia de comentários sobre as obras de Aristóteles. Tomás foi enfaticamente aristotélico, ele adotou a análise de Aristóteles aos objetos físicos, sua visão de lugar, tempo e movimento, sua prova de força motriz, sua cosmologia, seu relato sobre a percepção sensorial e o conhecimento intelectual e até mesmo partes de sua filosofia moral. A escola filosófica que surgiu como um legado da obra de Tomás de Aquino ficou conhecida como tomismo e foi especialmente influente entre o dominicanos e depois, os jesuítas.